# 味峰侯公祠

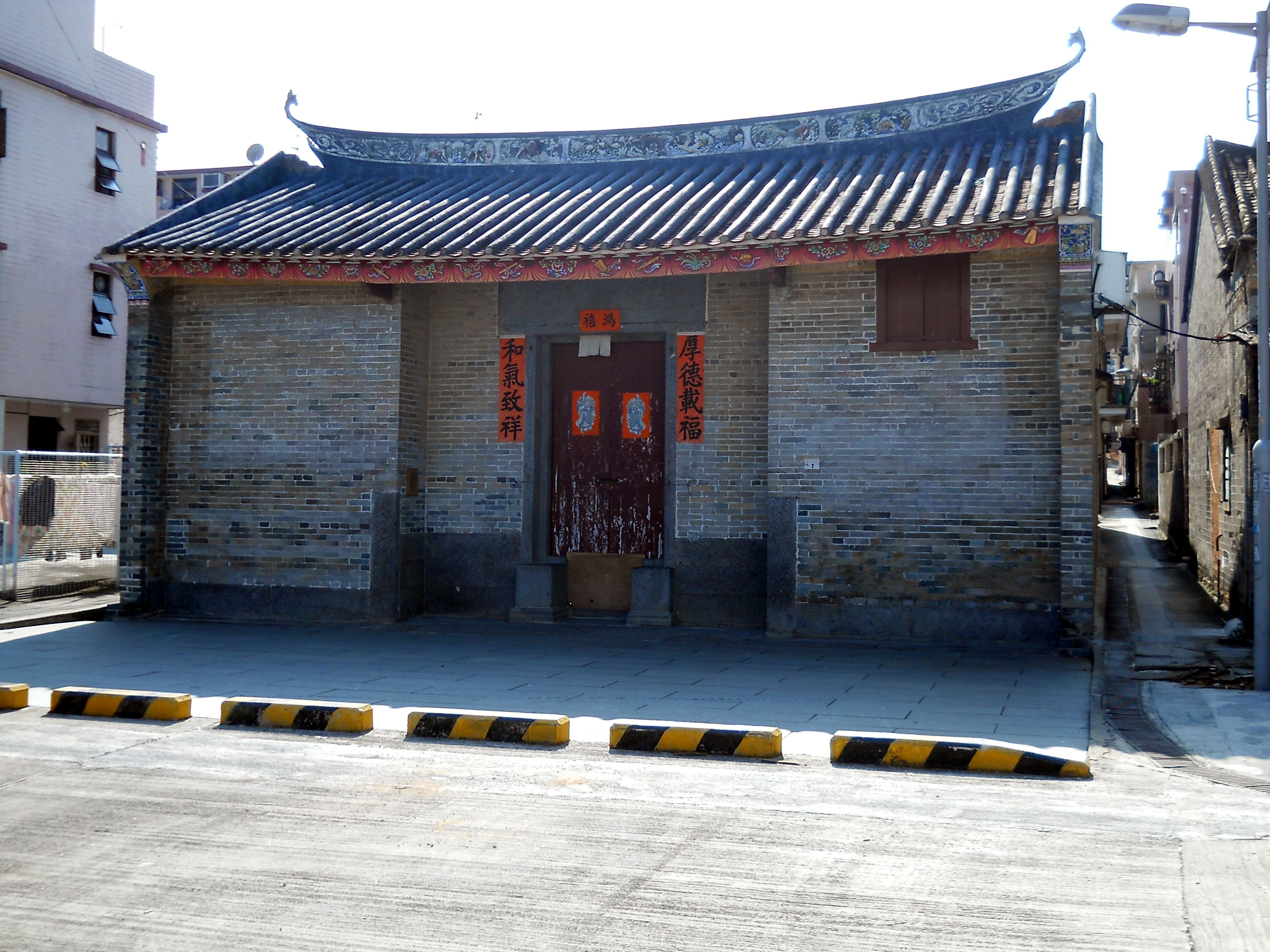
味峰侯公祠正面

22°30′03″N 114°06′36″E / 22.5009147°N 114.1099057°E
味峰侯公祠（英語：Hau Mei Fung Ancestral Hall）是一座位於香港新界上水金錢的法定古蹟。

## 背景
味峰侯公祠於1788年，由舉人侯倬雲建成。目的是紀念國學學生侯聚裴（號：侯味峰），侯聚裴為侯倬雲的曾祖父。建成後，祠堂主要用作家祠、祭祀祖先及處理味峰祖房事宜。逢正月初五，味峰侯公祠均會進行迎財送祖宗的儀式，希望送走「窮氣」、帶來財運。由於味峰房子孫人丁單薄，再加上财匮力绌，因此祠堂一度近乎荒廢，直至2002年香港政府出資修葺，情況方有改善。

### 開放時間
開放時間為逢星期一、三至日上午9時至下午1時以及下午2時至5時，星期二（公眾假期除外）、聖誕日、聖誕翌日、元旦日及農曆年初一至三休息。

## 外觀
祠堂屬「兩進三開間一天井」設計，兩側設有廂房。結構方面，祠堂的硬山頂為「人」字形，使用石柱和青磚承重牆支撐。祠堂後面建有捲棚頂禮亭，在香港傳統中式建築史中十分罕見。古物諮詢委員會形容祠堂正脊及牆身飾帶的灰塑「手工精湛」，祠堂的木構件及祖龕均以瑞獸及中國民間故事為題材等等的雕刻。祠內有兩塊寫有「皇恩浩蕩」及「奉旨其正」的匾額。「奉旨其正」牌匾乾隆皇帝賞賜給予侯倬雲的，用作表彰他處事公正嚴明。不過原牌匾已於20世紀中丟失，目前懸掛的為重造牌匾。相傳祠堂正廳的兩條粉紅色石柱為官員專用的石材，現今已經找不到同類物料修復。
由於當年侯倬雲獲皇帝賜封，因此在村內離祠堂不遠的位置豎立了一支寫上「侯」字的高旗杆，在當年經過的較低級官員需要下馬致敬。高旗杆至今仍然存在，但後人已用混凝土堵塞杆身用作插旗的圓孔。

## 古蹟評級
1998年，味峰侯公祠被評爲二級歷史建築。2010年11月10日，則獲古物諮詢委員會改評為一級歷史建築。
2019年6月13日，古物古蹟辦事處向古物諮詢委員會提交文件，建議將味峰侯公祠列為法定古蹟。10月25日，時任發展局局長、古物事務監督黃偉綸將上水味峰侯公祠及另外兩個項目列為法定古蹟。

## 資料來源
1. 1 2 3   (PDF). 古物諮詢委員會.   [2020-09-02]. （原始内容存档 (PDF)于2019-10-25）.
2. ↑  . on.cc東網.   [2020-09-02]. （原始内容存档于2020-09-02） （中文（香港））.
3. 1 2 3 4  . 大公網. 2007-03-17  [2020-09-02]. （原始内容存档于2017-04-26）.
4. ↑  . www.amo.gov.hk.   [2020-09-02]. （原始内容存档于2020-03-04）.
5. ↑  . 香港01. 2019-06-06  [2020-09-03]. （原始内容存档于2020-03-15）.
6. ↑  . 香港01. 2019-10-25  [2020-09-03]. （原始内容存档于2020-03-15）.